# Craig Pickering
Craig Keith Pickering (Crawley, 16 oktober 1986) is een Britse sprinter. Hij nam eenmaal deel aan de Olympische Spelen.

## Loopbaan
In 2003 won Pickering op de wereldkampioenschappen voor B-junioren (U18) een bronzen medaille op de 100 m. Hij verkreeg internationale bekendheid toen hij in juni 2005 Darren Campbell versloeg op de 100 m tijdens een wedstrijd in Bedford.
In 2007 liep Pickering een succesvol indoorseizoen. Op de Europese indoor selectiewedstrijden en het Brits kampioenschap in Sheffield begin februari won hij de 60 m. Hierna werd hij tweede op de Norwich Union Grand Prix in Birmingham achter Jason Gardener. Op de Europese indoorkampioenschappen in Birmingham won hij een zilveren medaille.
Op 23 juni 2007 liep Craig Pickering een persoonlijk record van 10,15 s en won met deze tijd een 100 meterwedstrijd in München voor de Europese beker. Enkele weken later haalde hij nog weer een honderdste seconde van zijn PR af. Op de Olympische Spelen van 2008 in Peking sneuvelde hij in de kwartfinale van de 100 m met een tijd van 10,18. Hij kwam ook uit op de 4 x 100 m estafette met zijn teamgenoten Simeon Williamson, Tyrone Edgar en Marlon Devonish, maar werd gediskwalificeerd in de series.

## Titels
- Brits indoorkampioen 60 m - 2007
- Europees kampioen U18 100 m – 2005

## Persoonlijke records
Outdoor
| Onderdeel | Prestatie          | Datum        | Plaats       |
| --------- | ------------------ | ------------ | ------------ |
| 100 m     | 10,14 s (+0,2 m/s) | 13 juli 2007 | Debrecen     |
| 200 m     | 20,89 s (+1,3 m/s) | 22 mei 2010  | Loughborough |

Indoor
| Onderdeel | Prestatie | Datum            | Plaats     |
| --------- | --------- | ---------------- | ---------- |
| 60 m      | 6,55 s    | 27 januari 2007  | Glasgow    |
| 100 m     | 10,47 s   | 8 januari 2006   | Bath       |
| 200 m     | 22,19 s   | 29 februari 2004 | Birmingham |

## Palmares

### 60 m
- 2007:  EK indoor - 6,59 s

### 100 m
- 2003:  WK U18 - 10,85 s
- 2005:  EK U20 te Kaunas - 10,51 s
- 2007:  Britse kamp. - 10,32 s
- 2008:  Britse kamp. - 10,19 s
- 2008: 5e in ¼ fin. OS - 10,18 s

### 4 x 100 m
- 2008: DQ OS
- 2011: DNF WK